# Hauptsynagoge (Mannheim)

Hauptsynagoge um 1895

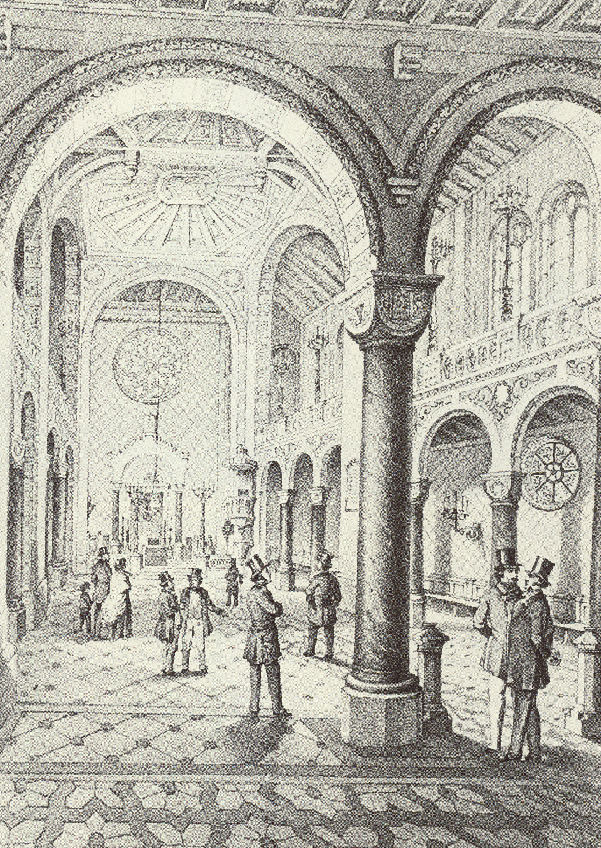
Innenraum um 1855

Die Hauptsynagoge war eine Synagoge der jüdischen Gemeinde in Mannheim. Sie wurde anstelle mehrerer Vorgängerbauten zwischen 1851 und 1855 errichtet und während der Novemberpogrome 1938 zerstört.

## Geschichte

Hauptsynagoge um 1855

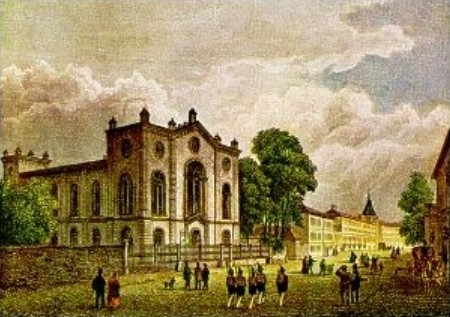
Kasseler Synagoge 1850

Im Dreißigjährigen Krieg wurde Mannheim, wie große Teile der Kurpfalz, zerstört. Kurfürst Karl Ludwig förderte den Wiederaufbau der Stadt, in dem um die Ansiedlung von Juden geworben wurde. Die Konzession von 1660 gestattete eine Schul, das heißt eine Synagoge, mit eigenem Rabbiner. 1662 existierte nachweislich eine Synagoge und bereits 1670 entstand ein Neubau in F 2, 13/15, dem Standort der späteren Hauptsynagoge. Schon kurze Zeit darauf wurde Mannheim im Pfälzischen Erbfolgekrieg erneut verwüstet, so dass im Jahr 1700 der Bau einer neuen Synagoge erforderlich war. Im Laufe der Zeit wurde das Gebäude mehrfach erweitert, so wurde 1767 erstmals eine Frauenschul erwähnt. Von 1824 ist eine Beschreibung der Synagoge überliefert: „Gegen die Straße schließt eine Mauer mit einem Geländer den dazugehörigen Vorhof ein. Im Hintergrunde steht das Gebäude in einfachem Stile ausgeführt, mit einigen hebräischen Inschriften. In ihrem Inneren erblickt man die, den jüdischen Gesetzen entsprechende, Einrichtung. In der Mitte stehen die Stühle der Vorsänger mit Verzierungen. Die Weiber haben ihre eigene Schule, aus welcher vergitterte Fenster in die Hauptschule gehen, um sie den Männerblicken zu entziehen, und damit kein Teil den andern in der Andacht störe.“
Für die wachsende jüdische Gemeinde wurde die kleine Synagoge zum Problem. Die Plätze befanden sich in der Hand alteingesessener Familien und wurden weitervererbt, so dass Zugezogene kaum eine Chance hatten, einen Platz zu erhalten. Deswegen wurde die Synagoge 1851 abgerissen und im Juni desselben Jahres mit dem Neubau begonnen. Die Pläne hatte Ludwig Lendorff entworfen. Nach seinem Tod im Februar 1853 wurde Friedrich Eisenlohr Nachfolger und schließlich Heinrich Lang, der unter beiden bereits an der Bauaufsicht beteiligt gewesen war. Am 29. Juni 1855 wurde die neue Synagoge von Rabbiner Moses Präger eingeweiht. Die Thorarollen wurden in Begleitung einer von Hermann Levi komponierten und Vinzenz Lachner dirigierten Kantate in die Heilige Lade eingestellt. 1897–99 und 1907/08 wurde die Synagoge modernisiert. Da es noch andere Synagogen in Mannheim gab, wie die Lemle-Moses-Klaus der Orthodoxen in F 1, 11 und eine Synagoge im später eingemeindeten Feudenheim, wurde sie Hauptsynagoge genannt.
Bis in die 1920er Jahre verdreifachte sich die Zahl der Gemeindemitglieder, so dass sich der Synagogenrat zum 75. Jubiläum 1930 hoffnungsfroh zeigte, nach der Weltwirtschaftskrise eine neue Synagoge bauen zu können. Noch im Jahr der Machtergreifung der Nationalsozialisten 1933 jedoch, überfielen erstmals SA-Männer die Hauptsynagoge und richteten Beschädigungen an. In der Pogromnacht am 10. November 1938 stürmten morgens SA-Männer die Hauptsynagoge, sie zerschlugen die Einrichtung, legten Feuer und zündeten Sprengstoff. Die Polizei weigerte sich, zu Hilfe zu kommen, die Feuerwehr beschränkte sich darauf, die Nachbargebäude zu schützen. Anschließend kam es zu Plünderungen durch die Bevölkerung. Die jüdische Gemeinde hielt ihre Gottesdienste nun in der weniger beschädigten Klaussynagoge ab und wurde im Spätsommer 1939 gezwungen, die Ruine der Hauptsynagoge samt Grundstück für 34.000 Reichsmark an die Stadtverwaltung zu „verkaufen“.

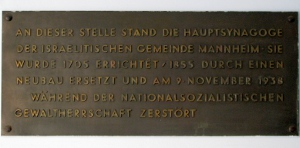
Gedenktafel in F 2

Im Laufe des Zweiten Weltkriegs erlitt die Ruine weitere Zerstörungen, ehe sie nach dem Krieg 1945 an die Jewish Restitution Successor Organization (JRSO) übertragen wurde. Die kleine jüdische Gemeinde richtete im ehemaligen jüdischen Waisenhaus in R 7, 24 eine Behelfssynagoge ein. Auf Initiative von Oberbürgermeister Hermann Heimerich fertigte das Hochbauamt 1952 Pläne an, die eine Enttrümmerung des Innenraums der Hauptsynagoge und den Einbau eines einstöckigen Betsaals vorsahen. Da das Land Baden-Württemberg eine finanzielle Beteiligung ablehnte, wurde das Projekt nicht verwirklicht und der vorgesehene städtische Zuschuss für den Wiederaufbau der Einsegnungshalle am jüdischen Friedhof verwandt. Auch der Plan, die Ruine als Gedenkstätte zu erhalten, wurde aus Kostengründen nicht verwirklicht. 1955/56 wurde die Ruine abgetragen. Die JRSO verkaufte das Grundstück, das zunächst von einem Autohändler genutzt und 1962/63 mit einem Wohn- und Geschäftshaus bebaut wurde. 1964 wurde eine Gedenktafel angebracht, die an die Hauptsynagoge erinnert.

## Beschreibung
Das Quadrat F 2 befindet sich in der westlichen Unterstadt, ein Quartier, in dem traditionell viele Mannheimer Juden wohnten. Die Architektur der Hauptsynagoge mit ihren neuromanischen Rundbögen war beeinflusst von der 1839 von Albrecht Rosengarten erbauten Kasseler Synagoge. Der Rundbogenstil symbolisierte einerseits die gemeinsamen Wurzeln von Juden und Christen, andererseits wurde der Unterschied zum damals beliebten neugotischen Stil christlicher Kirchen betont. An der Hauptfassade dominierte das große Rundbogenportal mit der darüberliegenden Fensterrosette. Die oberste Kante war mit einer Reihe Krabben verziert. Durch die Fassadengliederung mit den beiden Treppenhäusern links und rechts, die zu den Frauenemporen führten, wurde von außen bereits die dreischiffige Basilika angedeutet.
Das zweijochige Mittelschiff war von zwei gleich großen Kuppeln überspannt und von Arkaden mit zehn Säulen aus schwarzem Marmor umsäumt, die die Zehn Gebote symbolisierten. Die Wände waren mit goldverzierten Arabesken-Fresken von Joseph Schwarzmann bemalt und der Boden mit einem Mosaik aus Solnhofer Stein belegt. An der Ostwand in Richtung Jerusalem (Misrach) schloss sich eine polygonale Apsis mit dem Toraschrein aus Carrara-Marmor und einem Vorlesepult an. An der rechten Seite befand sich eine Kanzel. Nach der Renovierung 1908 hatte die Hauptsynagoge 700 Plätze.
Um die Synagogenorgel hatte es längere Diskussionen gegeben, weil sie bis dahin in jüdischen Gottesdiensten unüblich gewesen war. Erst im Juni 1855, kurz vor der Einweihung der Synagoge, genehmigte der Oberrat der Israeliten Badens das Instrument. Die Orgel  von Eberhard Friedrich Walcker mit 24 Registern war die erste Orgel in einer badischen Synagoge. Bei der Umgestaltung 1899 wurde ein neues Instrument mit 31 Registern aufgestellt, erneut von der Orgelbauanstalt Walcker.